# Quonset Glacier
Quonset Glacier är en glaciär i Antarktis. Den ligger i Västantarktis. Inget land gör anspråk på området. Quonset Glacier ligger 1 156 meter över havet.
Terrängen runt Quonset Glacier är platt, och sluttar brant västerut. Trakten är obefolkad. Det finns inga samhällen i närheten.